# 焚城
《焚城》（英語：Cesium Fallout）是2024年上映的香港輻射災難片，由潘耀明執導，麥天樞等编剧，江志强与刘德华監製，劉德華、白宇、莫文蔚領銜主演，香港、澳門和中国大陆於2024年11月1日上映。

## 故事簡介
1996年，財政司范偉立Simon（刘德华饰）放寬轉口貨櫃檢查，因而造成不肖商人利用漏洞輸入危險品，導致葵涌貨櫃碼頭發生大火，包括其妻黎美儀的數名消防員殉職。范偉立從此離開政界，修讀學位而成為垃圾處理專家。
2007年，粉嶺的「鴻力回收場」突发輻射大火，初時發現危害較輕的鐳-226，繼以探測到高强度放射物銫-137亦在泄漏。熱帶風暴「墨菲」逼近導致24小时后辐射將扩散全港，700万人危在旦夕。香港政府高官因担心引发恐慌故封锁辐射消息，范伟立与署理行政長官王惠明（莫文蔚饰）為首的主要官員针锋相对，为民众争取一线生机。同时，消防队长黎杰峰（白宇饰）和队友已奉命奔赴未知前线，殊不知，天灾的背后，似乎另有隐情。

## 角色
參閱：
緊急應變小組
- 劉德華，飾演范伟立/Simon，前財政司，1996年推行「外地貨櫃免檢」條例，因執行紕漏造成多名消防員死傷，妻子黎美儀在該意外殉職。
- 莫文蔚，飾演方王惠明/Cecilia，財政司司長，前工商司，因特首及政務司司長外訪，以署理行政長官主持大局，並需處理本次危機[7]。
- 王菀之，飾演王明詩/Kelly，財政司司長政務助理。
- 林保怡，飾演徐永基，消防處處長。
- 鄭則士，飾演Lai Hing Hung，保安局局長。
- 區嘉雯，飾演Wong Hui Shuk Yee，天文台台長。
- 張松枝，食物及衞生局局長。
- 白耀燦，飾演Yip Chi Man，醫管局主席。
- 余世騰，飾演曾向榮。警務處處長。

聯和墟消防局團隊及消防處前線指揮官
- 白宇（配音員：盧鎮業），飾演黎杰峰/杰sir，消防队长。
- 王丹妮，飾演陳美恩/Madam Chan，高級消防隊長。
- 謝君豪，飾演煙剷，消防總隊目。
- 廖子妤，飾演蘇怡，消防總隊目。
- 梁仲恆，飾演寶明，消防隊目。
- 黃德斌，飾演劉兆強，消防區長，現場總指揮。
- 魏浚笙，飾演細柱，消防員。
- 何啟華，飾演阿水，消防員。
- 林家熙，飾演Finger，消防員。
- 黃愷傑，飾演大B，消防員。
- 何偉業、楊證樺、梁裕恆，聯和墟消防小隊成員

其他角色
- 王敏德，飾演高培德/Peter Cowen，DOE集團亞太區總裁。
- 周文健，飾演方銘鏗/Roger，商人，鴻力回收場的持有人。
- 童瑤，飾演范黎美儀/May，范伟立之妻，1996年於葵涌貨櫃碼頭大火中殉職。
- 許恩怡，飾演范藹林/Eileen，范偉立女兒。
- 郭偉亮，飾演Eric，爆破專家。
- 張達倫，飾演Maxco，爆破專家。
- 姜大衛，飾演香港特別行政區行政長官。
- 吳彥姝（配音員：鮑起靜），飾演范伟立岳母，黎杰峰之母。
- 張達明，飾演容記茶檔老闆。
- 梁浩邦，飾演電視節目主持。
- 關偉倫，飾演回收場經理。
- 植詠珊、林筠翔，飾演新聞主播。
- 倪安慈，飾演夜間直播記者。
- 陳郁憲，飾演救護員。
- 陳詠欣，飾演前線消防通訊人員。

## 製作

### 发展
提到对于拍摄《焚城》的初衷，安樂影片的負責人江志强表示是「關心」，而且：“灾难片不应该只是天灾带来的特效堆砌，真正的灾难片应该是对人类文明的一种推演”。江志強接受專訪表示，雖然耗費以億計，耗時三年拍攝，但他對此片有信心，相信觀眾會進電影院捧場，故事靈感來源包括1987年巴西發生的戈亞尼亞事故，以及香港在2008年曾發生
遺失銫137輻射源事件，江志強提到，公司的團隊曾經在《TIME》收集到一篇報導，描述一位美國人在亞利桑那州丟掉（手機），而幾個月後那支手機出現在香港粉嶺回收場，探究原因後是開發國家的有毒垃圾被運到了其他國家做回收處理。經過與編劇團隊的研究過後，認為發展呈現大型災難片是可行的。

### 演员
電影裡香港消防队长黎杰峰的人物设定来自中國大陸，江志强表示是因为“现在香港的消防部队、警察中，有相当比例的人都来自内地。黎杰峰一家的人物设定非常自然”，选择白宇是因为“我很喜欢白宇，我看过他演的《沉默的真相》”。首次饰演消防员的白宇在片中身穿厚重的辐射防护服表演，这段经历让他“在身体上和心理上都是一个非常大的考验”。

### 拍摄
本片開拍消息由《星島頭條》在2023年1月31日報導，當時電影定名《消防員》。《焚城》的拍攝場景於香港各地取景，例如消防局和舊政府總部廣場，為了呈現真實感，起用超過300名臨時演員60多輛車拍攝救援場景。

## 歌曲
| 曲別   | 歌名               | 作曲      | 作詞   | 編曲              | 監製      | 演唱者                                         |
| ------ | ------------------ | --------- | ------ | ----------------- | --------- | ---------------------------------------------- |
| 主題曲 | 《一世隊友》       | Eric Kwok | 林若寧 | 梁皓一            | 梁皓一    | 魏浚笙                                         |
| 宣傳曲 | 《一世隊友》Punk版 | Eric Kwok | 林若寧 | Eric Kwok、張子堅 | Eric Kwok | 魏浚笙、何啟華、林家熙、黃愷傑、梁仲恆、謝君豪 |

## 发行

《焚城》的其中一張「輻射污染」海報

2024年6月17日，在第26届上海国际电影节“华语巨制巡礼”发布会上，首張概念海報曝光，宣佈於今年公映。9月16日，发布定档预告片和海报，正式官宣定档于11月1日在中国大陆上映。2024年9月16日，電影發佈了六張「輻射污染」香港海報，並寫上「如果，輻射擴散全港，呢個就係我哋嘅未來」點題字眼。
10月24日晚片方在香港举办首映礼，由于刘德华正在吉隆坡举办演唱会无法参加，其他主创都出席活动。10月25日至27日，中国大陆部分城市的部分影院进行点映活动。26日片方发布CINITY、IMAX、中国巨幕、杜比影院及杜比全景声、4DX多种制式海报，以及终极预告片。同时从10月25日开始先后在深圳、广州、东莞等地展开路演，监制江志强、导演潘耀明等人出席映后交流活动，江志强认为把“值得拍的好电影”带给观众的话他相信每个周末都会是“春节档”。10月28日下午北京首映礼在万达影城（CBD店）举行，江志强、潘耀明、白宇、王丹妮、魏浚笙、林保怡等出席。28日至31日继续进行点映。
基於本電影與《破·地獄》同樣是11月上映，因此英皇戲院與百老匯院線破天荒合作推出「焚起鬥志 破釜沉舟」電影套票，售價為120元。套票於該電影上映當天的中午十二時在指定的英皇及百老匯院線發售。
11月5日，刘德华和江志强、潘耀明等人出席广州的路演活动。11月6日和9日，刘德华等两次出席在深圳举行的路演。11月10日和13日，刘德华等两度出席香港影院的谢票活动。

### 刪剪片段
焚城票房破4,000萬港元，導演公布电影的三段未公開片段，第一段是戲中四位生還者，范偉立（劉德華飾演）、Madam Chan（王丹妮飾演）、寶明（梁仲恆飾演）和Finger（林家熙飾演）多年後因感染而產生多重併發症的病房場景，另外兩段是消防員的日常點滴和訓練過程。

### 真實性
電影上映後，網路上有各種討論電影不合現實之處，潘耀明導演在接受《新京報》訪問時，說到不希望呈現的太真實，電影裡的人事物都和真實的有差距，也有很多觀眾問他電影演的是不是真的，導演回應不希望是個真實會發生的災害。

## 评价
张艺谋：“这样的灾难大片很少见，填补了香港电影的空白，电影中有很多大场面，视效很逼真，非常棒，这（危险物质泄漏）是对于所有人都很重要的问题” 。郭帆：“是对灾难大片新类型的探索，如何呈现‘灾难离我们非常近’是最难的部分，会有想象、会有警觉，消防队长黎杰峰带领队员视死如归进入灾区一线的情节没有人不会被打动。让我想起了《流浪地球2》中50岁以上航天员出列的动人情节”。
北京电影学院副教授洪帆：“影片关注了电子垃圾和辐射的题材，具有警示的作用；再者影片是一次类型融合和创新有益尝试，在传统灾难片的营救过程加入了类似于《寒战》中的高层争执，在国产影片中是一个创新。它的视觉特效部分做得并没有很精致，比如影片最后炸掉的豪宅的戏模型感较强等。有些观众认为本应是防化部队的工作交给了消防队，逻辑上经不起推敲”。

## 票房

### 香港
首日累計優先場票房合共超過3,800,000港元，是2024下半年香港電影開畫日票房冠軍。2024年11月3日，上映三日，票房達1,000萬港元。2024年11月10日，上映十日，票房達2,000萬港元。2024年11月20日，上映二十日，票房達3,000萬港元。2024年12月5日，上映三十五日，票房衝破3,800萬港元，成為2024全年最賣座華語電影季軍，同時成為本地最賣座華語電影第48位。2024年12月11日，上映四十一日，票房衝破4000萬港元，成為本地最賣座華語電影第44位。2025年1月2日，根據2024年香港電影票房統計，香港地區累積票房衝破4100萬港元，成為本地最賣座華語電影第37位。

### 中國大陸
2024年11月5日，上映五日，中國大陸票房達1億元人民幣。11月13日，上映十三日，票房突破2億元人民幣。年度票房第45週冠軍，累计票房为2.59億。

## 獎項
| 年份 | 頒獎典禮                       | 獎項           | 入圍者                               | 結果 |
| ---- | ------------------------------ | -------------- | ------------------------------------ | ---- |
| 2024 | 第五届新时代国际电影节金扬花奖 | 新时代最佳影片 | 《焚城》                             | 提名 |
| 2024 | 第五届新时代国际电影节金扬花奖 | 新时代最佳编剧 | 麦天枢、岑君茜、王颕瑶、杜瑞榕、辛雅 | 提名 |
| 2024 | 第40屆華鼎獎                   | 全球最佳編劇   | 麦天枢、岑君茜、王颕瑶、杜瑞榕、辛雅 | 提名 |
| 2024 | 第40屆華鼎獎                   | 全球最佳影片   | 《焚城》                             | 提名 |
| 2024 | 第40屆華鼎獎                   | 全球最佳導演   | 潘耀明                               | 提名 |
| 2025 | 第43屆香港電影金像獎           | 最佳攝影       | 潘耀明                               | 提名 |
| 2025 | 第43屆香港電影金像獎           | 最佳視覺效果   | 楊文傑、陳子弢、楊敏杰               | 提名 |
| 2025 | 第43屆香港電影金像獎           | 最佳音響效果   | 杜篤之、江宜真                       | 提名 |
| 2025 | 第43屆香港電影金像獎           | 最佳動作設計   | 黃偉亮                               | 提名 |
| 2025 | 第43屆香港電影金像獎           | 最佳美術指導   | 李健威                               | 提名 |

### 榮譽
- Yahoo全年搜尋人氣榜2024-年度十大熱搜電影[52]
- Google搜尋榜2024-年度十大熱搜電影[53]
- 中國電影資料館-2024年观众高满意度影片（進入前10）[54]